# Logos
λόγος of logos was een woord, een zelfstandig naamwoord, in het Oudgrieks. Het had verschillende betekenissen, maar wordt meestal als 'woord' vertaald. Andere betekenissen zijn onder meer 'gedachte', 'taal', 'rede', 'principe', 'leerstelling' of 'logica'. Binnen de filosofie, analytische filosofie en religie spelen nog speciale betekenissen en connotatie een rol.
Het al genoemde logica is van dit woord afgeleid, alsook het suffix -logie, en het afgeleide -logisch, waarmee verschillende wetenschappen worden aangeduid en het verwante -loog voor de beoefenaars hiervan. De woorden analogie en logaritme zijn met ook logos verwant.

## Gebruik in de antieke filosofie
Het Griekse woord logos werd door Heraclitus, een van de bekendere Presocratici, gebruikt om de menselijke kennis en inherente orde van het universum te kenschetsen, een wetmatigheid die in het gehele universum aanwezig is of door de goden is ingesteld. Dit ziet hij achter de veranderlijke dagelijkse werkelijkheid, die hij met zijn πάντα ῥεῖ, panta rhei, 'alles stroomt',  verwoordt.
Logos betekende voor Socrates, Plato en Aristoteles feitelijk het vermogen van de menselijke rede en de kennis, die de mensen van de wereld en elkaar bezitten. Het werd vooral voor Aristoteles, die zich ook het eerst met logica bezighoudt, het concept van de menselijke rationaliteit, datgene wat de mensen van de dieren onderscheidt.
De stoïcijnen verstonden onder logos de levenskracht van het universum. De logos vormt de oorsprong van het universum, een soort oerfenomeen, waar alle werkingskracht uit voorkomt. Logos symboliseert hiermee bijvoorbeeld het principe van oorzakelijkheid, voornamelijk van de causa finalis, de finale of doel-oorzaak, die de natuur als het ware bestuurt. 
Volgens de interpretatie door de theosofen werd met het woord logos oorspronkelijk in de oudheid de goddelijke essentie van iedere eenheid aangeduid. Of dit nu de essentie van een subatomair deeltje of de essentie van het zonnestelsel is.

## Gebruik in het christendom

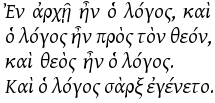
Joh. 1:1 en het begin van Joh. 1:14

Het Evangelie volgens Johannes opent met:

In het begin was het Woord, het Woord was bij God en het Woord was God.
— Johannes 1:1 (Nieuwe Bijbelvertaling)

In het Grieks wordt hier driemaal λόγος gebruikt. Dit gebruik sluit aan bij het gebruik van de Stoa; hier wordt logos direct met God, als het principe dat aan de oorsprong van het universum ligt, verbonden. Het Johannesevangelie vervolgt later met "Het Woord is mens geworden..." (Johannes 1:14). Dit heeft voor de vroege kerk de basis gevormd van een christologie die zich met de vraag van de Drie-eenheid heeft bezighouden, waarbij in deze zin de incarnatie werd gelezen.
Deze uitspraak wordt door Bijbelwetenschappers wel als bewust dubbelzinnig gezien, omdat dit woord een eigen betekenis had, zowel voor de joden die bekend waren met de mystiek van het jodendom, als voor de hellenistische Joden. Ieder van deze groepen kon zijn eigen betekenis in dit logos lezen. Vooral de volgelingen van Philo kenden het woord logos als zeer belangrijk begrip, het was bij hen niet identiek met God, maar werd door Philo wel 'de zoon van God' genoemd, en neemt na God de tweede plaats in als boodschapper tussen God en de mensen.

## Andere godsdiensten
Rudolf Steiner beschreef zijn interpretatie van de Logos onder meer in zijn voordrachten over het Johannes-evangelie.
Oosterse godsdiensten hebben uiteraard niet het Grieks als hun oorspronkelijke taal, en gebruiken derhalve ook het woord logos niet, maar ze kennen wel concepten die vergelijkbaar zijn, zoals Dao (道) en dharma (धर्म). In sommige Chinese Bijbelvertalingen wordt het woord logos ook met Tao vertaald, alhoewel dit wel provocatief is. Een vergelijkbaar concept in het hindoeïsme is “Om” (ॐ).
Het is in het soennisme op verschillende manieren vertaald, waaronder als Woord van God.

## Moderne filosofie
Hegel zag 'logos' als begrip, als rede en vooral als absolute geest. Bocheński brengt in zijn werk 'Wegen van wijsgerig denken' naar voren dat de 'logos' de eeuwige wetmatigheden van de logica, de wiskunde en andere exacte wetenschappen, als een enig absoluut-zijn, terwijl al het overige daaraan contingent moest zijn. Logos als het absolute-zijn: een andere 'god'.

## Trivia
- Logos is een tijdschrift van de vrijmetselaars, dat door het Grootoosten van België wordt uitgegeven.
- 'Logos' is de naam van drie schepen van Operatie Mobilisatie,  een internationale interkerkelijke christelijke organisatie. De Logos, oorspronkelijk het Deense schip Umanak, was het eerste schip van de organisatie, tot het in 1988 bij Kaap Hoorn verging. Het werd toen door de Logos II vervangen en die in 2008 weer door de Logos Hope.